# Naviglio di Cremona
Il naviglio Civico della città di Cremona (detto in breve naviglio di Cremona o naviglio Civico, oppure el navìli in Cremonese) è un canale artificiale, che attraversa la provincia di Cremona da nord a sud.
La sua lunghezza è di circa 57 km; tuttavia, se si considerano anche il tratto sotterraneo urbano (canale Cremonella) e la sua prosecuzione in direzione del Po (Colo Morta), la lunghezza complessiva è di oltre 75 km.

## Storia

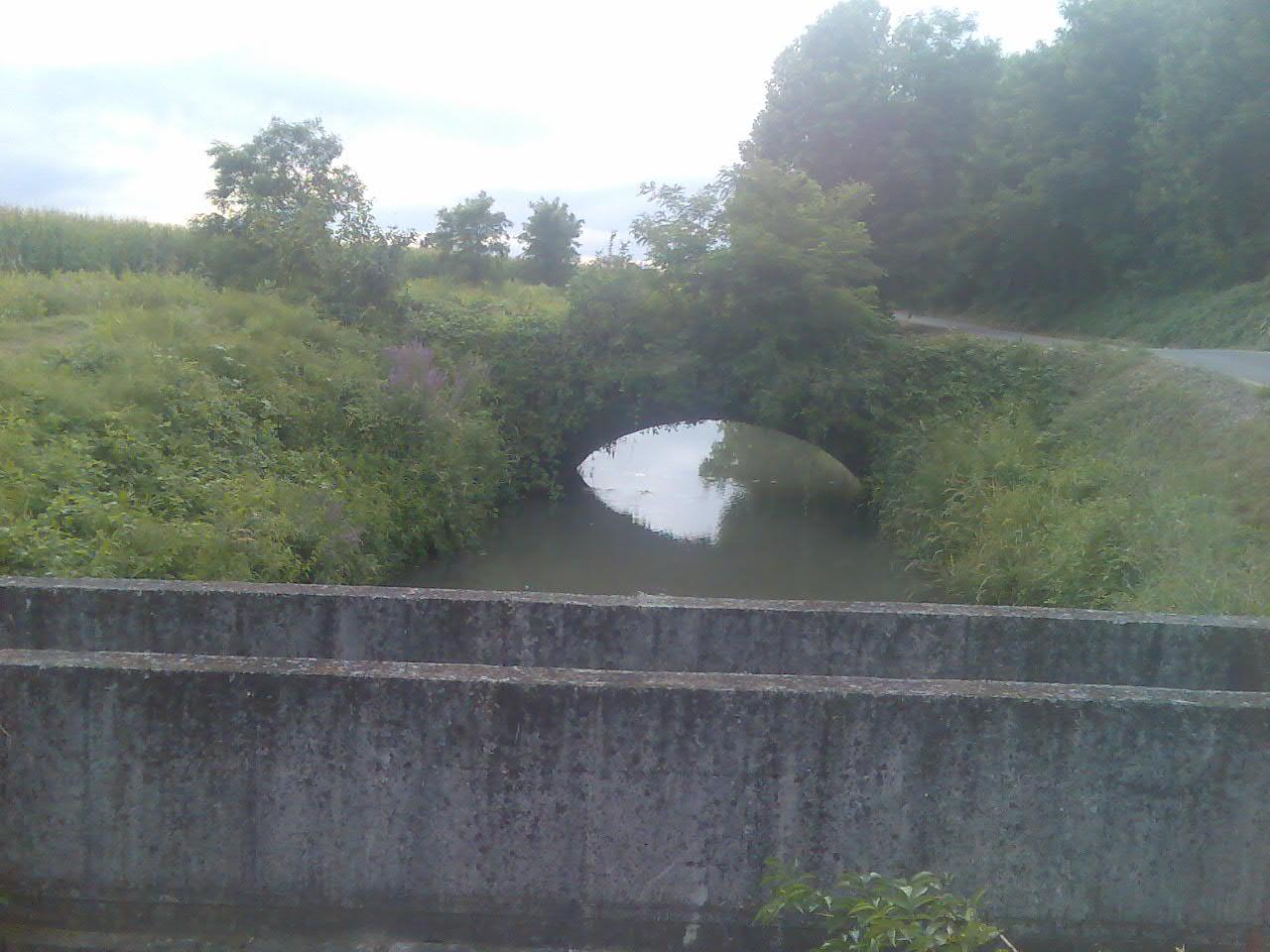
Il naviglio in territorio comunale di Castelverde. In primo piano una navazza

La città di Cremona sorse in epoca romana sulle rive di un piccolo corso d'acqua creato allo scopo di drenare i terreni circostanti, noto come Cremonella. Si trattava di un colatore che raccoglieva, lungo il suo corso, le acque di dilavamento della campagna a nord-nord ovest della città, ancora non bonificata, e a cui vennero convogliate quelle delle risorgive, precedentemente non canalizzate, che si trovavano nella fascia di pianura compresa tra l'Adda e l'Oglio, in quella che attualmente è la bassa pianura bergamasca.
La Cremonella, scorrendo verso sud-est, giungeva in città e qui veniva canalizzata fungendo sia da acquedotto, sia da fognatura, prima di sfociare nel Po.
Con il passare dei secoli la città si espanse e conseguentemente anche la richiesta d'acqua andò progressivamente aumentando, sino al punto in cui le acque fornite dalla Cremonella non furono più sufficienti a garantire l'approvvigionamento per gli usi civili, l'agricoltura e le attività artigianali (mulini, concerie, ecc.) allo stesso tempo.
Fu così che si rese necessario incrementarne la portata, regolarizzarne il corso e ampliarne l'alveo, che senza dubbio doveva presentarsi all'epoca di dimensioni assai modeste.
I lavori di scavo iniziarono nel 1337, a spese del comune e con l'approvazione del duca di Milano, Azzone Visconti. Le acque vennero fatte derivare dal fiume Oglio poco a monte di Calcio, una zona a quel tempo sottoposta alla giurisdizione cremonese ma completamente circondata da terre bergamasche.
Circa 10 km più a valle, presso Fontanella, il naviglio fu sdoppiato allo scopo di renderlo più navigabile. Nacque così il Naviglio della Melotta o Naviglio Nuovo, ad est, mentre il ramo principale, detto anche Naviglio Vecchio o Naviglio di Casaletto, lambiva Casaletto di Sopra, ad ovest. A valle di Romanengo, ossia a 13 km dalla biforcazione, i due rami si riunivano a formare il Naviglio Civico propriamente detto che, scorrendo nell'antico letto della Cremonella allargato e rettificato, raggiungeva Cremona passando per Ticengo, Cumignano, Genivolta, Casalmorano, Casalbuttano e Ossalengo.
La comunità cremonese, dal momento dell'entrata in funzione dell'opera idraulica, dovette affrontare innumerevoli contenziosi con i territori confinanti, in particolar modo con Brescia la quale non aveva gradito l'iniziativa di Cremona di prelevare acqua dall'Oglio senza una adeguata contropartita. Furono così elaborate delle norme, approvate sia dall'una che dall'altra parte, che limitavano i flussi stagionali di acqua nel Naviglio entro certe misure stabilite. Nonostante questo compromesso, per vari secoli non si riuscì a trovare una soluzione condivisa e i litigi continuarono.
Nel 1892 fu realizzato il Canale Vacchelli, che, prelevando una cospicua quantità di acqua dall'Adda, la riversa nella rete irrigua preesistente in località Tombe Morte, nel comune di Genivolta, aumentando così in modo considerevole anche la portata del Naviglio Civico.

## Idrografia

### Il corso del Naviglio
Il Naviglio si diparte dall'Oglio tra Calcio e Cividate al Piano, a un'altezza di circa 130 metri sopra il livello del mare.
Undici chilometri più a valle, a Fontanella, il corso d'acqua si divide in due rami: a destra il naviglio propriamente detto si dirige verso Casaletto di Sopra, mentre il ramo di sinistra, meglio noto come Naviglio della Melotta, attraversa il cosiddetto Pianalto di Romanengo, un lembo di pianura situato a una quota di una decina di metri superiore rispetto ai terreni circostanti. Per poter superare questo ostacolo altimetrico, al momento della realizzazione del canale è stato necessario realizzare una trincea attraverso il pianalto, per cui oggi il Naviglio scorre incassato in una sorta di gola.
Presso la località di Albera, frazione del comune di Salvirola, i due bracci si riuniscono.

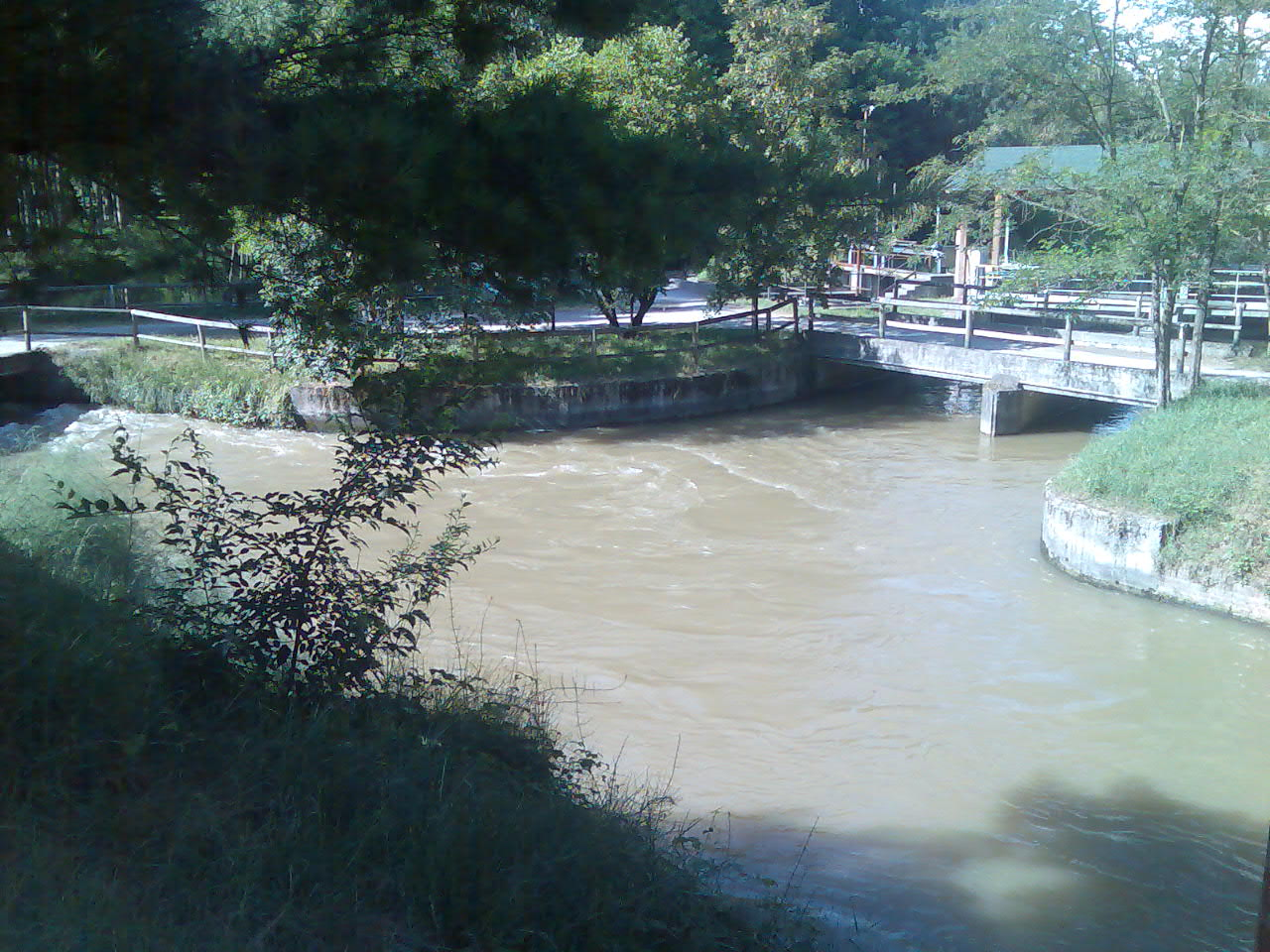
Il Naviglio alle Tombe Morte. In evidenza il nuovo scolmatore

Circa 7 km più a valle, in località Tombe Morte, il Naviglio Civico incontra un altro importante canale artificiale, il Naviglio Grande Pallavicino, che scavalca mediante una navazza (manufatto tramite cui un canale può superare un altro corso d'acqua). In questo punto, ha termine anche il Canale Vacchelli che distribuisce le sue acque, mediante un ingegnoso sistema di chiuse, ai due navigli e a un cospicuo insieme di rogge di minore importanza che qui hanno origine.
Dalle Tombe Morte si diparte un vaso scolmatore che va a scaricare nell'Oglio: costruito a partire dal 1968 e attivo dal 1981, ha la funzione di deviare, in caso di portate eccessive, parte delle acque che confluiscono nel nodo idraulico proteggendo così tutta la campagna cremonese servita dai due navigli.
Dopo l'importante nodo idrico delle Tombe Morte, il Naviglio Civico scorre parallelo al Naviglio Pallavicino; transita sotto la strada provinciale "Soncinese" e si dirige verso Casalmorano. In prossimità della frazione di Mirabello, incrocia la Ciria, un altro notevole canale artificiale a scopo irriguo derivato dal Naviglio Pallavicino.
In corrispondenza di Casalbuttano incontra nuovamente il Naviglio Grande Pallavicino che supera ancora mediante una navazza, peraltro senza alcuno scambio idrico.
Da Casalbuttano il corso piega decisamente verso sud, attraversando il territorio di Castelverde senza però toccare alcun centro abitato, dopodiché entra nella periferia settentrionale di Cremona.

### I canali sotterranei di Cremona
Il Naviglio propriamente detto ha termine poco oltre il ponte di Via San Francesco d'Assisi; qui il corso si divide in due rami.
Il ramo di sinistra porta l'antico nome di Cremonella, scorre per un breve tratto (circa 300 m) a cielo aperto, parallelo a Via San Francesco d'Assisi, per poi imboccare la galleria che lo porta a tagliare la città seguendo il tracciato delle attuali vie Antico Passeggio, Aselli, Robolotti, Antico Rodano, Milazzo, Bissolati, Cadore. Qui il corso si divide in due: la vecchia Cremonella scarica le sue acque nel Morbasco, il braccio più recente segue invece il perimetro di quelle che erano un tempo le mura meridionali della città, sino a Porta Mosa.
Il ramo di destra alimenta tre diversi corsi d'acqua, che si dipartono dal cavo principale sotto Piazza Risorgimento (meglio nota ai cremonesi come Porta Milano): tutti e tre scorrevano un tempo a cielo aperto e sono stati tombinati in modo progressivo e non uniforme, per motivi di urbanistica nonché per ragioni igienico-sanitarie.
Il più vecchio è l'acquedotto Marchesana (o Marchionis nella toponomastica più antica) che taglia la città in senso trasversale per poi confluire nella Cremonella sotto l'attuale via Altobello Melone.
Il secondo è la cosiddetta Fossetta, che segue il perimetro delle antiche mura occidentali di Cremona, per poi gettarsi anch'esso nella Cremonella nei pressi della chiesa di S. Lucia.
Il terzo ed ultimo canale è la Fossa Civica la quale costituiva il fossato esterno delle mura nord-orientali ed orientali della città, oggi praticamente scomparse. Parte delle sue acque viene deviata nel Cavo Cerca (e quindi, successivamente, nel Morbasco), mentre il canale principale si unisce anch'esso alla Cremonella, presso Via dei Pioppi. La Fossa Civica fu l'ultimo dei tre canali ad essere coperto, nei primi anni del XX secolo.
Dalla confluenza tra la Fossa Civica e la Cremonella ha origine il Colo Morta che, sottopassato il Cavo Cerca, prosegue in direzione sud-est occupando, con ogni probabilità, un vecchio alveo del Po che il fiume ha abbandonato forse già in epoche medioevali. Dopo un percorso di una decina di chilometri, il Colo Morta sbocca nel Po, in territorio comunale di Stagno Lombardo.
La portata derivata dall'Oglio è stimata intorno ai 25 metri cubi al secondo, mentre altri contributi (sino a un massimo di 35 m3/s) provengono dal Canale Vacchelli. Non è possibile quantificare con precisione la quantità d'acqua che transita nell'alveo poiché dal Naviglio si dipartono, mediante derivazioni, un gran numero di rogge a scopo irriguo, specialmente nel corso medio-alto. Inoltre, il flusso varia su base stagionale a seconda del fabbisogno delle utenze agricole.

## Utilizzo delle acque
Come già accennato in precedenza, oggi l'unica funzione del Naviglio è l'approvvigionamento idrico per le utenze agricole della media provincia cremonese. Sono parecchie decine, infatti, le rogge che si staccano dal corso del canale per alimentare, a loro volta, una fitta rete di fossi tipica della campagna padana.
In passato, tuttavia, l'acqua del Naviglio aveva anche altri usi. Numerosi erano per esempio i mulini, le cui ruote venivano mosse dal flusso delle acque, e i lavatoi realizzati a bordo del canale quando esso attraversava i centri abitati.
Giunte in città, le acque del Naviglio, tramite le sue diramazioni urbane, servivano i numerosi laboratori artigianali tra cui le tintorie dei tessuti (a conferma di ciò è rimasto il toponimo di Antica Porta Tintoria che corrisponde, non a caso, al punto in cui il Naviglio si divide nei suoi due principali rami) e le botteghe dei cardatori della lana, nonché le vetrerie e i laboratori dei ceramisti.
Da non dimenticare, poi, che sin dall'epoca romana i canali che attraversano Cremona fungevano da fognatura per gli scoli civili e, per motivi pratici, anche da discarica. Ciò ha cominciato ad essere problematico quando ci si accorse che, a causa della penetrazione nel suolo delle acque luride dei canali, iniziava ad essere compromessa la qualità dell'acqua di falda. In un primo tempo si intervenne pavimentando il fondo e le sponde dei canali, anche se molti tratti restavano senza rivestimento.
Finalmente, attorno al 1970, il Comune di Cremona mise in opera la realizzazione di un sistema fognario a sé stante, connesso a un depuratore, a cui si allacciarono a poco a poco tutte le abitazioni civili e le attività commerciali. La Cremonella, il Marchionis e la Fossa Civica furono così depurate dalle acque nere che prima vi transitavano.

## Itinerari di visita
Il Naviglio, nel tratto che va da Migliaro (frazione di Cremona, Mijèer in cremonese) a Casalbuttano è fiancheggiato dalla Pista ciclo-pedonale del Naviglio Civico di recente completamento. Tale pista è lunga 14 km ed è provvista di numerose connessioni con la rete stradale ordinaria, che permettono di raggiungere i paesi circostanti.
La maggior parte del tracciato è pavimentata con asfalto; fa eccezione il tratto compreso tra l'incrocio con la provinciale Castelverde-Bettenesco e la località Scanno della Màgia, in cui la pista si riduce a uno stretto sentiero, a fondo ghiaioso, immerso nella vegetazione e affiancato al corso del Naviglio che qui è interessato da diverse cascatelle.
A Casalbuttano ha inizio un altro itinerario cicloturistico, inaugurato nel 2008, chiamato Pista ciclabile dei Navigli, da non confondersi con il precedente. Questo percorso si sviluppa per più di 15 chilometri seguendo il corso del Naviglio Pallavicino sino a Mirabello Ciria, frazione di Casalmorano, quindi il corso del Naviglio Civico, raggiungendo i cosiddetti Tredici Ponti, in prossimità di Genivolta. Si tratta di un sito particolarmente suggestivo in cui l'ex Strada statale 498 Soncinese supera, in uno spazio di poche decine di metri, i due navigli e undici rogge di importanza minore. Dai Tredici Ponti un ultimo tratto di pista ciclabile, sterrato, conduce alle già citate Tombe Morte, ove incrocia due altri percorsi cicloturistici: la Ciclabile delle Città Murate, e la Ciclabile del Canale Vacchelli diretta a Crema.

## Galleria d'immagini

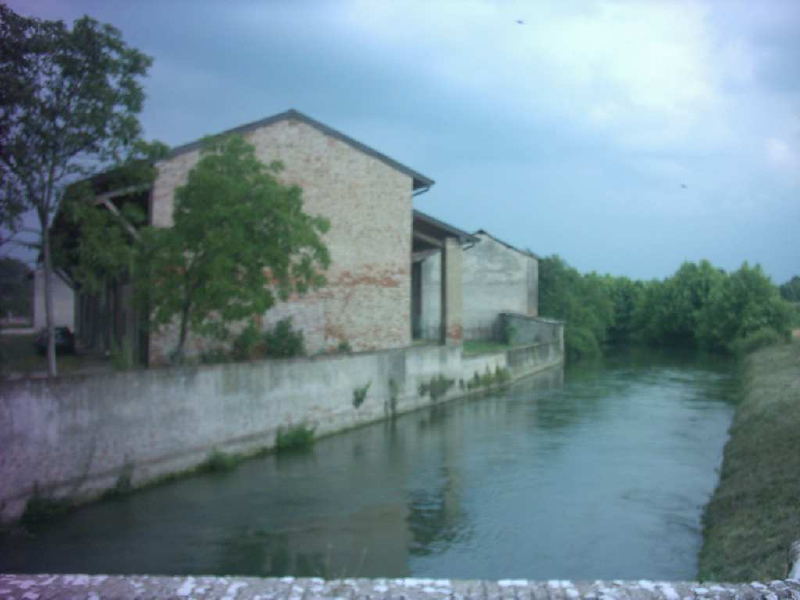
Il Naviglio in località Castelletto tra Cumignano e Trigolo.
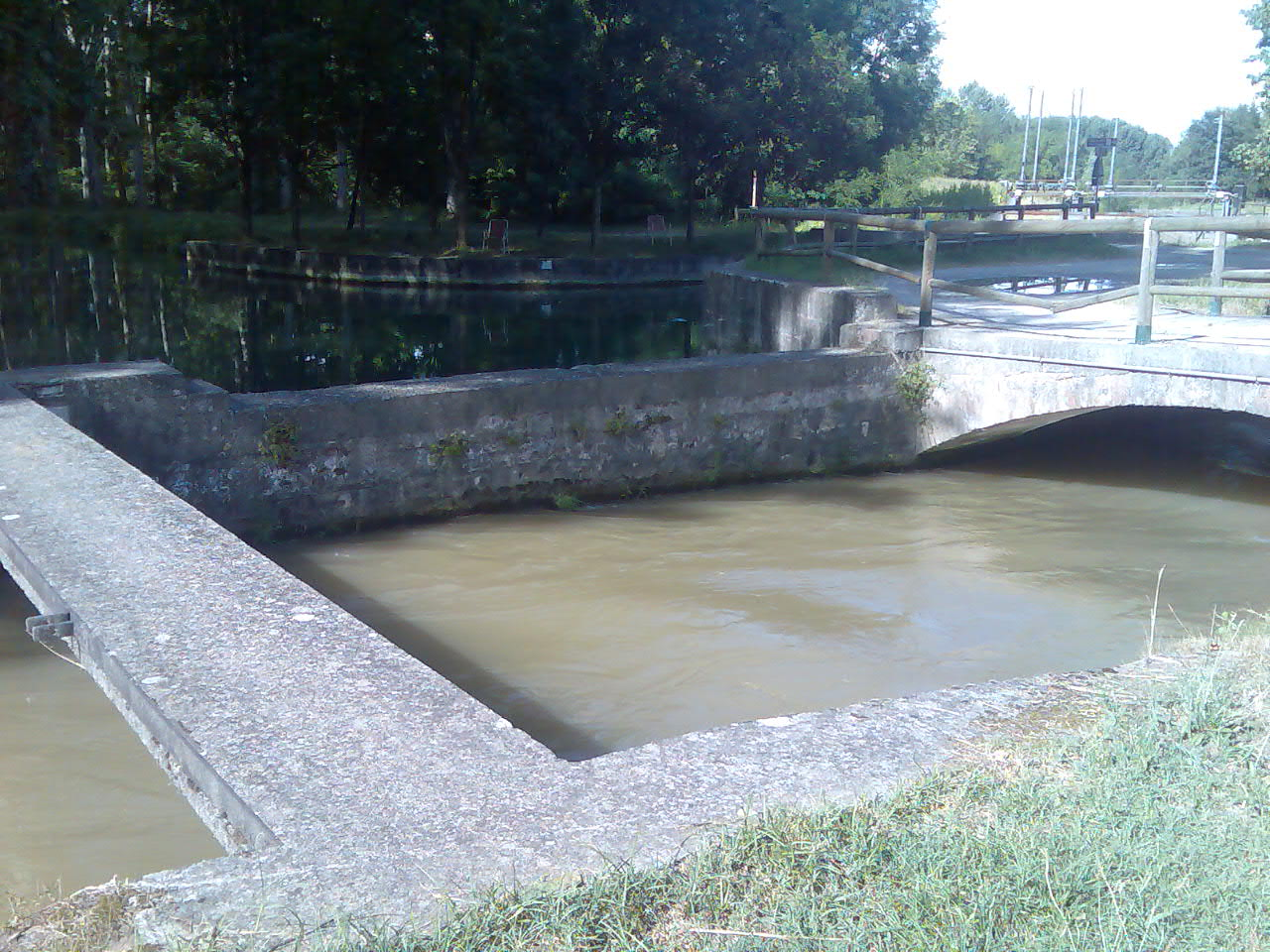
L'antico manufatto con cui il Naviglio Civico scavalca il Naviglio Pallavicino, alle Tombe Morte di Genivolta.